# کوکوی زمینی نواری
کوکوی زمینی نواری (نام علمی: Neomorphus radiolosus) یک گونه کوکو در حال انقراض در تبار Neomorphini از زیرتیرهٔ ستبرنوکیان (Crotophaginae) است که در کلمبیا و اکوادور یافت می‌شود.
کوکوی زمینی نواری درسراسر سال ساکن است.